# (48373) Gorgythion
(48373) Gorgythion (2161 T-3) – planetoida z grupy trojańczyków okrążająca Słońce w ciągu 11,74 lat w średniej odległości 5,16 j.a. Odkryta 16 października 1977 roku.